# Max Lemcke
Max Lemcke (Madrid, 1966) és un guionista i director de cinema espanyol.
Llicenciat en Comunicació Audiovisual per la Universidad Complutense de Madrid. El 1996 va dirigir el seu primer curtmetratge La vida imposible i el 1998 el seu segon curtmetratge, Todos os llamáis Mohamed va rebre el premi Jinete Ibérico al Festival Internacional de Cinema d'Osca. El 2004 va dirigir el seu primer llargmetratge, Mundo fantástico, que fou seleccionat al Festival Internacional de Cinema de Karlovy Vary, a la Mostra Internacional de Cinema de São Paulo i al Festival Internacional de Cinema de Ginebra. El 2008 va dirigir el seu segon llargmetratge, Casual Day, amb el qual fou guardonat a la Medalla del Cercle d'Escriptors Cinematogràfics al millor director de 2008, així com tres altres guardons. El 2011 va dirigir Cinco metros cuadrados, que va guanyar la Bisnaga d'Or a la millor pel·lícula i quatre bisnagues de plata (millor actor, guió, actor de repartiment i premi de la crítica) al Festival de Màlaga i els premis al millor actor, millor actriu i millor nou director als XXI Premis Turia. Entre 2011 i 2013 ha dirigit episodis de sèries com Gran Reserva, Gran Hotel o Isabel.

## Filmografia
- La vida imposible (curtmetratge, 1996)
- Todos os llamáis Mohamed (curtmetratge, 1998)
- Paleópolis (curtmetratge, 1999)
- Pequeñas historias entre ventanas y teléfonos (curtmetratge, 2001)
- Mundo fantástico (2004)
- Casual Day (2008)
- Cinco metros cuadrados (2011)
- El alma de un violín (documental, 2017)
- Best Seller (curtmetratge, 2019)